# 우디 (가수)
우디(영어: Woody, 본명: 김상우, 1992년 2월 22일 ~ )는 대한민국의 싱어송라이터로, 메이저9 산하의 인디안 레이블에 소속되어 있다. 그의 형은 ktwiz 소속의 김상수이다.
과거 미디어라인 엔터테인먼트 소속의 보이 그룹 엔트레인의 멤버로 활동하다가 그룹 해체 후 2014년 7월 경에 의경으로 입대하였으며 2016년에 전역 후 메이저9 산하의 인디안 레이블과 계약하여 활동중이다.

## 음반 목록
- 2017년 7월 20일 - YAHAE (빅플로의 전 멤버 하이탑과의 합작 싱글)
- 2017년 8월 30일 - IM IN YOU OUT (빅플로의 전 멤버 하이탑과의 합작 싱글)
- 2019년 1월 23일 - 이 노래가 클럽에서 나온다면
- 2019년 5월 29일 - 대충 입고 나와
- 2019년 9월 28일 - 말리부 (Vacation) (프란시스의 합작 싱글)
- 2020년 1월 11일 - 지구는 멸망하지 않아